# Hit the Floor
Hit the Floor est une série télévisée américaine en 41 épisodes de 42 minutes créée par James LaRosa et diffusée entre le 27 mai 2013 et le 5 septembre 2016 sur VH1 et entre le 10 juillet et le 28 août 2018 sur BET.
En France, les deux premières saisons ont été diffusées à partir du 12 septembre 2014 sur France Ô et dès le 11 octobre 2014 sur La 1re. La quatrième saison est diffusée depuis le 23 novembre 2018 sur BET France. Elle reste néanmoins inédite dans les autres pays francophones.

## Synopsis
Contre l'avis de sa mère, Ahsha Hayes auditionne pour faire partie de la troupe de danseuses des Devil Girls à Los Angeles. Sa mère Sloane, était la toute première danseuse des Devis Girls. Ahsha est soudainement prise par l'équipe mais va devoir se faire accepter auprès de la responsable Olivia, la capitaine Jelena mais aussi par le coach de l’équipe de basketball, Pete Davenport.

## Distribution

### Acteurs principaux
- Katherine Bailess (VFB : Marcha Van Boven) : Kyle Hart
- McKinley Freeman (VFB : Pierre Lognay) : Derek Roman
- Jonathan McDaniel (en) (VFB : Nicolas Matthys) : German Vega
- Charlotte Ross (VFB : Colette Sodoyez) : Olivia Vincent (saison 1)
- Valery Ortiz (VFB : Micheline Tziamalis) : Raquel Saldana (saisons 1 à 3)
- Taylour Paige (VFB : Mélanie Dermont) : Ahsha Hayes (saisons 1 à 3)
- Kimberly Elise (VFB : Alexandra Corréa) : Sloane Hayes (saisons 1 à 3)
- Robert Christopher Riley (VFB : Michelangelo Marchese) : Terrence Wall (saisons 1 à 3)
- Don Stark (VFB : Daniel Nicodème) : Oscar Kinkade (saisons 1 à 3 - invité saison 4)
- Logan Browning (VFB : Claire Tefnin) : Jelena Howard (saisons 1 à 3 - invitée saison 4)
- Dean Cain (VFB : Mathieu Moreau) : Pete Davenport (saisons 1 à 3 - invité saison 4)
- Adam Senn (en) (VFB : Alexandre Crépet) : Zero (saisons 2 et 3)[7]
- Jodi Lyn O'Keefe (VFB : Monia Douieb) : Lionel Davenport (saisons 2 à 4)[7]
- Brent Antonello (VFB : Christophe Hespel) : Jude Kinkade (saisons 2 à 4)[7]
- Tiffany Hines : Eve Vincent (saison 4)
- Teyana Taylor : London Scott (saison 4)
- Kyndall Ferguson : Jamie Lawson (saison 4)
- Cort King : Pax Lowe (saison 4)
- Kristian Kordula : Noah (saison 4)

### Acteurs récurrents
- Stephen Colletti : Teddy Reynolds (saisons 1 à 3)
- Melissa Molinaro : Lexi (saisons 1 à 3)
- Rick Fox (VFB : Jean-Marc Delhausse) : Chase Vincent (saisons 1 à 3)
- Jason George : Michael Russell (saisons 1 et 2)
- Vanya Asher (VFB : Pierre Le Bec) : Jake Vaughn (saisons 1 et 2)
- Bernard Curry (en) : Jesse Reade (saison 1)
- Johanna Braddy (VFB : Séverine Cayron) : Mia Sertner (saison 1)
- Josie Loren (VFB : Laetitia Liénart) : Kendall (saison 2)[8]
- Lynn Whitfield (VFB : Laurence César) : Vanessa Howard (saisons 2 et 3)[9]
- Jared Ward : Beau Ashby (saisons 2 à 4)
- Josh Randall : Eddie (saison 3)
- Andy Buckley : Adam Oberman (saison 3)[10]
- William Baldwin : Jackson Everett (saison 3)[11]
- Durrell « Tank » Babbs : Warren Matthews (saison 4)

### Invités
- Akon : Lui-même (saison 1, épisode 5)[12]
- Bernie Kopell : Mel O'Grane (saison 1, épisode 5)[13]
- The-Dream : Lui-même (saison 1, épisode 8)
- Jason Lewis : Benny Wise (saison 1, épisode 10)[14]
- Robert Gant : Louis Jason (saison 2, épisode 4)
- Tichina Arnold : Mary Roman (saison 2, épisodes 6 et 12)[15]
- Jonathan Frakes : Hank (saison 2, épisode 6)
- Scott Evans : Danny (saison 2, épisode 9)[16]
- Joe Lando : Détective Ray Harris (saison 2, épisodes 11 et 12)[17]
- Ray Wise : Le prêtre (saison 2, épisode 12)
- Nicholas Turturro : Un policier (saison 2, épisode 12)
- Jonathan Bennett : Lucas (saison 3, épisodes 2 et 4)[18]
- Kim Wayans : Karen Halford (saison 3, épisode 5)
- A.C. Green : Lui-même (saison 3, épisode 5)
- Willam Belli : Willam (saison 3, épisode 6 et saison 4, épisode 4)
- Jamie Elman (saison 3, épisode 6)
- Francia Raisa : Rennae (saison 3, épisodes 6 et 7)
- Michael Beach : James Howard (saison 3, épisode 8)
- Thomas Calabro : Marcus Douglas (saison 3, épisode 8)
- Christine Elise : Carin Wallace (saison 3, épisode 8)
- Marco Dapper : Un infirmier (saison 3, épisode 9)
- Esai Morales : Joe Desario (saison 3, épisode 11)
- Terrence J : Curtis (saison 4, épisode 2)
- Hal Ozsan : O'Malik (saison 4, épisode 6)
- Erika Jayne : Beverly (saison 4, épisode 6)

- Version française
  - Société de doublage : Chinkel
  - Directrice Artistique : Véronique Fyon
  - Adaptation des dialogues : Joffrey Grosdidier

## Développement
La série a été développée sous le titre de Bounce.
Le 27 avril 2017, la série est renouvelée pour une quatrième saison qui sera diffusée sur la chaîne BET, appartenant aussi à Viacom. Le tournage a repris en novembre 2017 avec des ajouts à la distribution.

## Épisodes

### Première saison (2013)
1. Pilote (Pilot)
2. Premiers pas (Game On)
3. Hors-jeu (Out of Bounds)
4. Sexy ou pas (Rebound)
5. Le Gala de charité (Keep Away)
6. Panne de courant (Lights Out)
7. L'Ami et l'amant (Moving Screens)
8. Contre-attaque (Fast Break)
9. Chantage (Benched)
10. Remplacement (Turnover)

### Deuxième saison (2014)
Le 15 juillet 2013, VH1 renouvelle la série pour une seconde saison diffusée à partir du 26 mai 2014.
1. Les Règles du jeu ont changé (Game Changer)
2. Derniers adieux (Passing)
3. Dans le dos (Behind the Back)
4. Défense tout-terrain (Full Court Press)
5. Éclats de verre (Shattered Glass)
6. Scandales (Blow Out)
7. Isolement (Isolation)
8. Coups bas (Playing Dirty)
9. Démarqué (Unguarded)
10. Vol (Steal)
11. Mort Subite (Sudden Death)
12. Un seul gagnant (Winner Takes All)

### Troisième saison (2016)
Le 29 juillet 2014, VH1 renouvelle la série pour une troisième saison diffusée dès le 18 janvier 2016. Le onzième épisode, identifié comme un spécial d'une heure, a été diffusé le 5 septembre 2016.
1. titre français inconnu (Power Play)
2. titre français inconnu (Blocked)
3. titre français inconnu (Fake Out)
4. titre français inconnu (Good D)
5. titre français inconnu (Lockout)
6. titre français inconnu (Carrying)
7. titre français inconnu (Killer Crossover)
8. titre français inconnu (Upset)
9. titre français inconnu (Loss)
10. titre français inconnu (Possession)
11. titre français inconnu (Til Death Do Us Part)

### Quatrième saison (2018)
Le 27 avril 2017, la série est renouvelée pour une quatrième saison par BET. Les huit épisodes sont diffusés depuis le 10 juillet 2018.
1. Casser la baraque (Slay)
2. Déchaîné (Beast Mode)
3. Mauvais sang (Bad Blood)
4. Le début de la fin (Number's Up)
5. Fin de partie (End Game)
6. Bonne lancée (Hot Streak)
7. Faute (Foul)
8. Dernières secondes (Final Seconds)

## Audiences
Saison 1
| Épisodes   | Date de diffusion | Téléspectateurs | Taux sur les 18/49 ans |
| ---------- | ----------------- | --------------- | ---------------------- |
| Épisode 1  | 27 mai 2013       | 1,54 million    | 0,8 pt                 |
| Épisode 2  | 3 juin 2013       | 1,67 million    | 0,8 pt                 |
| Épisode 3  | 10 juin 2013      | 1,98 million    | 1,0 pt                 |
| Épisode 4  | 17 juin 2013      | 2,16 millions   | 1,1 pt                 |
| Épisode 5  | 24 juin 2013      | 2,23 millions   | 1,2 pt                 |
| Épisode 6  | 1er juillet 2013  | 2,12 millions   | 1,1 pt                 |
| Épisode 7  | 8 juillet 2013    | 2,23 millions   | 1,1 pt                 |
| Épisode 8  | 15 juillet 2013   | 2,23 millions   | 1,2 pt                 |
| Épisode 9  | 22 juillet 2013   | 2,51 millions   | 1,3 pt                 |
| Épisode 10 | 29 juillet 2013   | 2,62 millions   | 1,4 pt                 |

Saison 2
| Épisodes   | Date de diffusion | Téléspectateurs | Taux sur les 18/49 ans |
| ---------- | ----------------- | --------------- | ---------------------- |
| Épisode 1  | 26 mai 2014       | 2,36 millions   | 1,1 pt                 |
| Épisode 2  | 2 juin 2014       | 2,16 millions   | 1,0 pt                 |
| Épisode 3  | 9 juin 2014       | 2,16 millions   | 1,1 pt                 |
| Épisode 4  | 16 juin 2014      | 2,39 millions   | 1,1 pt                 |
| Épisode 5  | 23 juin 2014      | 2,45 millions   | 1,3 pt                 |
| Épisode 6  | 30 juin 2014      | 2,38 millions   | 1,1 pt                 |
| Épisode 7  | 7 juillet 2014    | 2,45 millions   | 1,2 pt                 |
| Épisode 8  | 14 juillet 2014   | 2,14 millions   | 1,0 pt                 |
| Épisode 9  | 21 juillet 2014   | 2,41 millions   | 1,2 pt                 |
| Épisode 10 | 28 juillet 2014   | 1,96 million    | 1,0 pt                 |
| Épisode 11 | 4 août 2014       | 1,87 million    | 0,8 pt                 |
| Épisode 12 | 11 août 2014      | 2,37 millions   | 1,14 pt                |

Saison 3
| Épisodes  | Date de diffusion | Téléspectateurs | Taux sur les 18/49 ans |
| --------- | ----------------- | --------------- | ---------------------- |
| Épisode 1 | 18 janvier 2016   | 1,71 million    | 0,84 pt                |

Saison 4
| Épisodes  | Date de diffusion | Téléspectateurs | Taux sur les 18/49 ans |
| --------- | ----------------- | --------------- | ---------------------- |
| Épisode 1 | 10 juillet 2018   | N.C             | N.C                    |

Légende :
Fond vert : Score le plus haut de la saison.
Fond rouge : Score le plus bas de la saison.

## Commentaires
- En France, la première saison a été diffusée le vendredi en prime-time du 12 septembre 2014[3] au 3 octobre 2014 sur France Ô[50]. Mais en raison des audiences décevantes[51], la chaîne n'a pas souhaité programmer la seconde saison dans l'immédiat. Cette dernière a été diffusée sur les différentes chaînes Outre-mer de France Télévisions, La 1re. France Ô a tout de même décidé de laisser une seconde chance à la série en programmant la deuxième saison du 29 décembre 2014 au 2 janvier 2015 dans l'après-midi[52].
- Le 8 décembre 2014, l'actrice Stéphanie Moseley (qui interprétait Arelly, une danseuse des Devils Girls) a été assassinée par son compagnon, le rappeur Earl Hayes, qui croyait qu'elle le trompait avec le chanteur Trey Songz[53]. Il s'est ensuite donné la mort[54]. Le boxeur Floyd Mayweather Jr. aurait assisté au drame alors qu'il était en visio-conférence avec le rappeur[55].